# Diocesi di Egabro
La diocesi di Egabro (in latino Dioecesis Egabrensis) è una sede soppressa e sede titolare della Chiesa cattolica.

## Storia
Egabro fa riferimento all'antica città romana di Igabrum, che in epoca visigota assunse il nome di Egabrum corrispondente all'attuale Cabra in Andalusia. Fu sede di un'antica diocesi della Spagna, suffraganea dell'arcidiocesi di Siviglia.
Secondo la tradizione, l'attuale chiesa di Cabra dedicata a San Giovanni Battista del Cerro sarebbe stata costruita sulle fondamenta dell'antica cattedrale, a sua volta edificata sui resti di un tempio pagano dedicato alla dea Fortuna. Nell'odierna chiesa è conservata una lapide relativa alla consacrazione di un altare dedicato a Maria Vergine risalente al 30 maggio 650.
Ignote sono le origini della diocesi, già attestata agli inizi del IV secolo con il vescovo Sinagio, che prese parte al concilio di Elvira. Poi, per quasi due secoli, non si conosce più nulla fino all'epoca visigota, quando gli atti dei concili di Siviglia e di Toledo hanno trasmesso i nomi di altri 5 vescovi di Egabro.
Al concilio di Siviglia del 619 il vescovo di Egabro era assente, probabilmente perché anziano e malato, ed era rappresentato dal diacono Aniano. Nel concilio furono annullate due ordinazioni diaconali fatte dal vescovo in maniera irregolare e anticanonica, limitandosi ad imporre le mani sui candidati al diaconato, ma lasciando ad un prete il compito di pronunciare la formula di ordinazione. Il concilio poi ridusse in schiavitù un servo che, dopo essere stato affrancato dal vescovo di Egabro, aveva tramato contro di lui e tentato di avvelenarlo.
Nel 711 gli arabi passarono lo stretto di Gibilterra e iniziarono la conquista della penisola iberica, che pose fine alla dinastia visigota. L'occupazione araba non mise fine alla diocesi, anche se di questo periodo oscuro è noto un solo vescovo, Riculfo, che prese parte al concilio di Cordova nell'862. La diocesi sopravvisse probabilmente fino al XII secolo. Con la riconquista cristiana della regione, il suo territorio fu assorbito da quello della diocesi di Cordova.
Dal 1969 Egabro è annoverata tra le sedi vescovili titolari della Chiesa cattolica; dal 1º aprile 2023 il vescovo titolare è Ramón Darío Valdivia Jiménez, vescovo ausiliare di Siviglia.

## Cronotassi

### Vescovi
- Sinagio † (menzionato agli inizi del IV secolo)
- Giovanni † (prima del 589 - dopo il 590)
- Anonimo † (menzionato nel 619)
- Deodato † (prima del 633 - dopo il 646)
- Bacauda † (prima del 653 - dopo il 660)[2]
- Gratino † (menzionato nel 683)
- Costantino † (menzionato nel 688)
- Riculfo † (menzionato nell'862)

### Vescovi titolari
- Hubert Luthe † (28 ottobre 1969 - 18 dicembre 1991 nominato vescovo di Essen)
- Reginald Michael Cawcutt † (29 maggio 1992 - 5 agosto 2022 deceduto)
- Ramón Darío Valdivia Jiménez, dal 1º aprile 2023